# Natalia Gerbulova
Natalia Andreïevna Gerbulova (en russe : Ната́лья Андре́евна Ге́рбулова), née le 17 octobre 1995 à Perm, est une biathlète russe.

## Carrière
Natalia Gerbulova fait ses débuts internationaux aux Championnats d'Europe junior 2015 à Otepää, prenant notamment la quatrième place du sprint. Aux championne du monde junior 2015 elle remporte sa première médaille : l'argent au relais. La Russe obtient son premier succès aux Championnats du monde de biathlon d'été chez les juniors en 2016, gagnant la médaille d'or à la poursuite.
Passée au niveau sénior, elle entre dans le circuit de l'IBU Cup lors de l'hiver 2018-2019, terminant deuxième à Obertilliach, puis gagnant deux fois à Duszniki-Zdrój. Aux Championnats d'Europe, elle ne peut finir plus haut que 22e à l'individuel. Sur l'Universiade d'hiver de 2019, par contre, elle connaît le succès, gagnant la médaille d'or à l'individuel.
Même si elle n'atteint le top que trois fois en 2019-2020 dans l'IBU Cup, elle reçoit une sélection en Coupe du monde en janvier 2021 à Oberhof, où elle finit loin au 87e rang sur le sprint. Cet hiver, elle goûte au succès avec ses coéquipières du relais en IBU Cup à Brezno-Osrblie. Elle décroche deux titres de championne de Russie en biathlon d'éte lors de l'inter-saison en 2021.
Encore à Osrblie, Gerbulova renoue avec le podium sur une course individuelle en janvier 2022 (3e du sprint). Troisième est aussi son placement lors de l'individuel des Championnats d'Europe d'Arber (20/20 au tir), qui est remporté par sa compatriote Evgeniya Burtasova.

## Palmarès

### Championnats d'Europe
| Édition / Épreuve | Individuel                 | Sprint | Poursuite | Relais mixte | Relais mixte simple |
| ----------------- | -------------------------- | ------ | --------- | ------------ | ------------------- |
| Minsk 2019        | 22e                        | 45e    | 40e       | —            | —                   |
| Arber 2022        | Médaille de bronze, Europe | 8e     | 26e       | —            | —                   |

Légende :
- : première place, médaille d'or
- : deuxième place, médaille d'argent
- : troisième place, médaille de bronze
- — : non disputée par Gerbulova

### Championnats du monde juniors
| Édition / Épreuve | Individuel | Sprint | Poursuite | Relais                   |
| ----------------- | ---------- | ------ | --------- | ------------------------ |
| Raubichi 2015     | —          | 30e    | 18e       | Médaille d'argent, monde |

Légende :
- : première place, médaille d'or
- : deuxième place, médaille d'argent
- : troisième place, médaille de bronze
- — : non disputée par Gerbulova

### Universiades
- Médaille d'or à l'individuel en 2019 à Krasnoïarsk.

### IBU Cup
En comptant les podiums aux Championnats d'Europe :
- 5 podiums individuels, dont 2 victoires.
- 1 victoires en relais.